# Валс

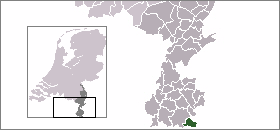
Расположение общины Валс на карте Нидерландов

Валс (нидерл. Vaals, лимб. Vols) — город и община в провинции Лимбург на юго-востоке Нидерландов. Пограничный город с Германией.
Город расположен в 22 км восточнее Маастрихта и всего в 5 км к западу от центра немецкого Ахена. На территории общины Валс расположена возвышенность Валсерберг, где расположены самая высокая точка страны (322 м) и пересечение границ Нидерландов, Бельгии и Германии. Вокруг точки пересечения границ разбит парк, проложены туристические тропы, работают кафе, рестораны, смотровые площадки. Через город проходят автобусные маршруты из Германии в Нидерланды, в том числе маршрут Ахен — Маастрихт.
Население общины — 10 173 (2023), 26 % из них — немцы.
Основой экономики является туризм. Ранее развитые добыча угля и текстильная промышленность с 1960-х годов находятся в кризисе, существует миграция жителей в более крупные города страны.
Является членом движения «Медленный город» (итал.  Cittaslow).

## Галерея

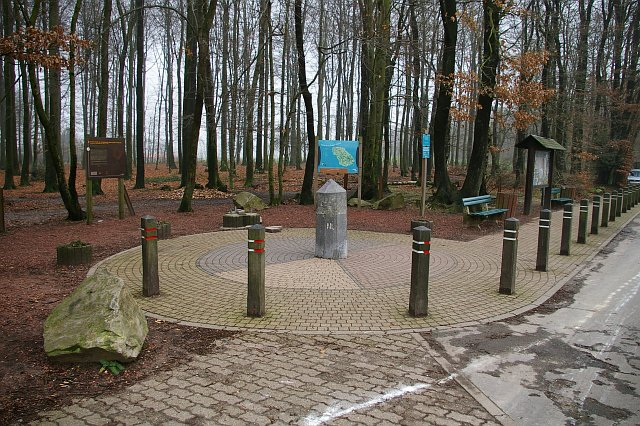
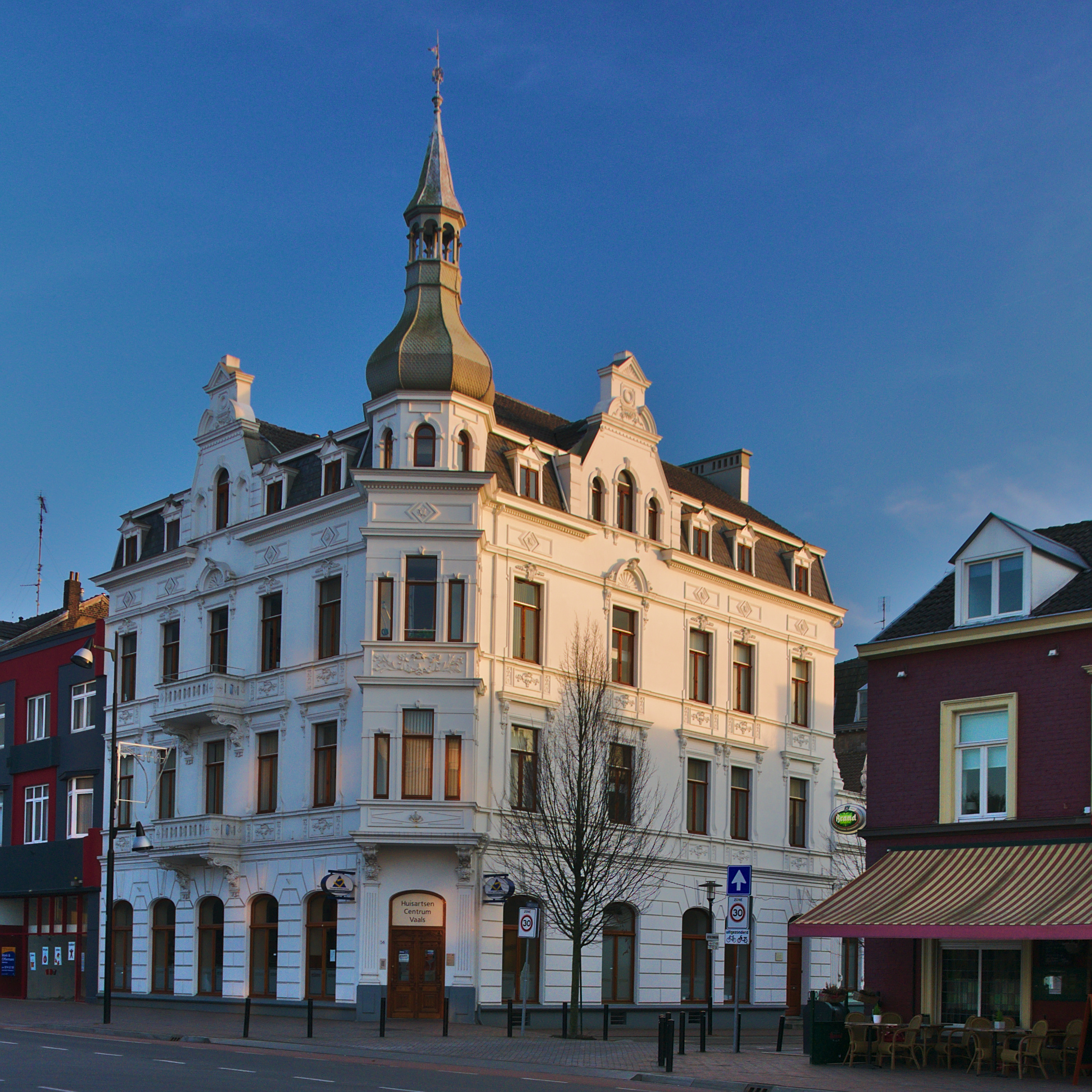
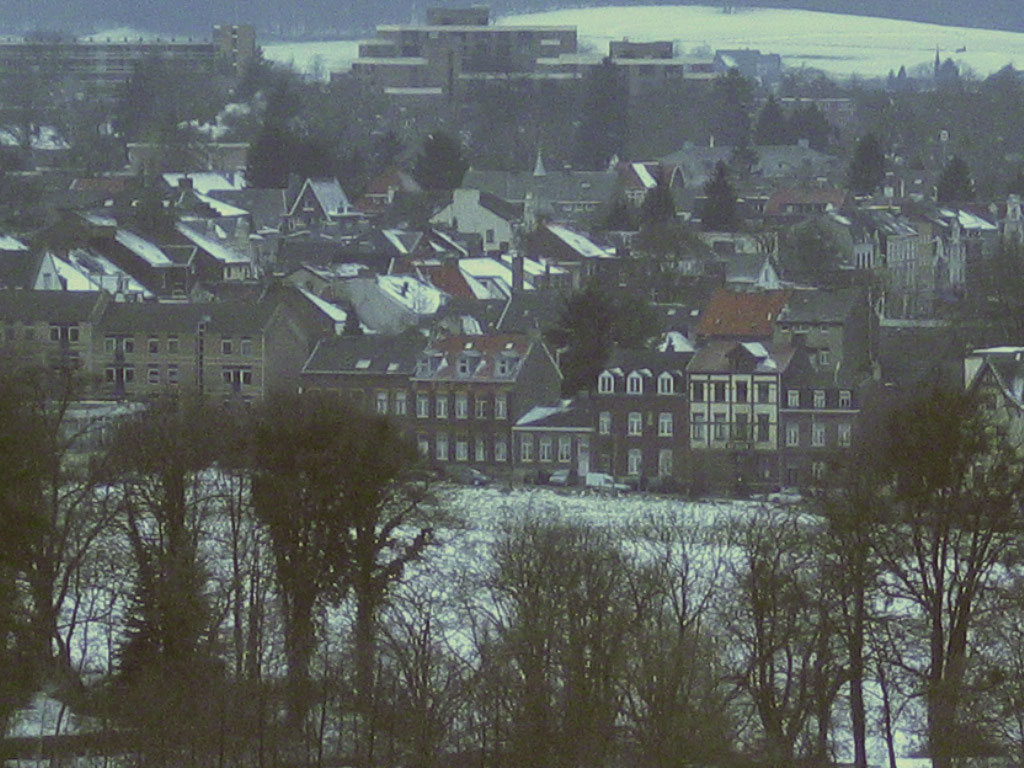